# مورتن روديغر
مورتن روديغر (بالألمانية: Morten Rüdiger)‏ (13 يونيو 1995 بألمانيا - ) هو لاعب كرة قدم ألماني في مركز الوسط. لعب مع FC Rot-Weiß Erfurt ‏.

## وصلات خارجية
- مورتن روديغر على موقع قاعدة بيانات كرة القدم.إي يو (الإنجليزية)
- مورتن روديغر على موقع بيانات كرة القدم. دي إي (الألمانية)
- مورتن روديغر على موقع Soccerway.com (الإنجليزية)
- مورتن روديغر على موقع عالم كرة القدم.نت (الإنجليزية)